# Sybra acutipennis
Sybra acutipennis är en skalbaggsart som beskrevs av Stefan von Breuning 1951. Sybra acutipennis ingår i släktet Sybra och familjen långhorningar. Inga underarter finns listade i Catalogue of Life.